# Cyclopes didactylus
Il formichiere nano (Cyclopes didactylus (Linnaeus, 1758)) è un piccolo mammifero dell'ordine dei Pilosa, presente in zone dell'America Meridionale e Centrale; è l'unica specie del genere Cyclopes Gray, 1821 e della famiglia Cyclopedidae Pocock, 1924.

## Descrizione
È il più piccolo dei formichieri. Il peso è in genere tra 250 e 450 g e la lunghezza varia tra 36 e 45 cm. Ha una pelliccia folta e soffice di colore bruno-dorato. Il muso è corto, la coda è parzialmente prensile. Come tutti i formichieri è privo di denti. Le zampe anteriori hanno quattro dita, delle quali le due centrali sono più lunghe e armate di robusti artigli. Si serve anche di cuscinetti posti sotto le zampe per arrampicarsi.

## Biologia

### Comportamento
È un animale notturno, arboricolo e solitario.Quando si sente minacciato si alza sulle zampe posteriori per sembrare più imponente e graffia il nemico. Dorme di giorno appallottolato su un albero. La sua vita dura 2,5 anni.

### Alimentazione
La dieta consiste esclusivamente di insetti: soprattutto di formiche (ne può mangiare 8 000 in una giornata) e in minor misura termiti, ma occasionalmente è stato osservato nutrirsi anche di coccinelle.

### Riproduzione
Ha un periodo di gestazione di circa 17-21 settimane. I piccoli nascono in un tronco cavo ricoperto di foglie all'interno. Dà alla luce 1 piccolo per parto. Il divezzamento avviene verso i 5 mesi.

## Distribuzione e habitat
Vive nelle foreste del bacino amazzonico, della Colombia, Ecuador e di vari paesi dell'America centrale. Secondo alcuni autori predilige le foreste di kapok e di altri alberi del genere Ceiba, che gli offrono modo di mimetizzarsi, diradando gli attacchi degli uccelli rapaci.

## Tassonomia
Si conoscono 6 sottospecie del formichiere nano:
- Cyclopes didactylus catellus Thomas, 1928
- Cyclopes didactylus dorsalis Gray, 1865
- Cyclopes didactylus eva Thomas, 1902
- Cyclopes didactylus ida Thomas, 1900
- Cyclopes didactylus melini Lönnberg, 1928
- Cyclopes didactylus mexicanus Hollister, 1914

## Conservazione
La IUCN la classifica come specie a minimo rischio di estinzione.